# 帕哈利夫卡
48°39′33″N 38°47′52″E / 48.65917°N 38.79778°E
帕哈利夫卡（烏克蘭語：Пахалівка）是位於烏克蘭東部的村莊，由盧甘斯克州阿爾切夫斯克區的濟莫希里亞市鎮負責管轄。該村始建於1958年，面積1.13平方公里，海拔高度65米，2001年人口92，人口密度每平方公里81.3人。